# Piskiwka (obwód kijowski)
Piskiwka (ukr. Пісківка) – osiedle typu miejskiego na Ukrainie, w obwodzie kijowskim, w rejonie buczańskim, siedziba hromady. W 2001 liczyło 7173 mieszkańców, spośród których 6674 wskazało jako ojczysty język ukraiński, 345 rosyjski, 1 mołdawski, 1 bułgarski, 29 białoruski, 1 ormiański, 12 romski, 1 grecki, 1 niemiecki, a 8 inny.
Znajdują tu się stacja kolejowa Teterew oraz przystanek kolejowy Piskiwka, położone na linii Kijów – Korosteń – Kowel.

## Urodzeni
- Maryna Łazebna